# Carmen Kirmes

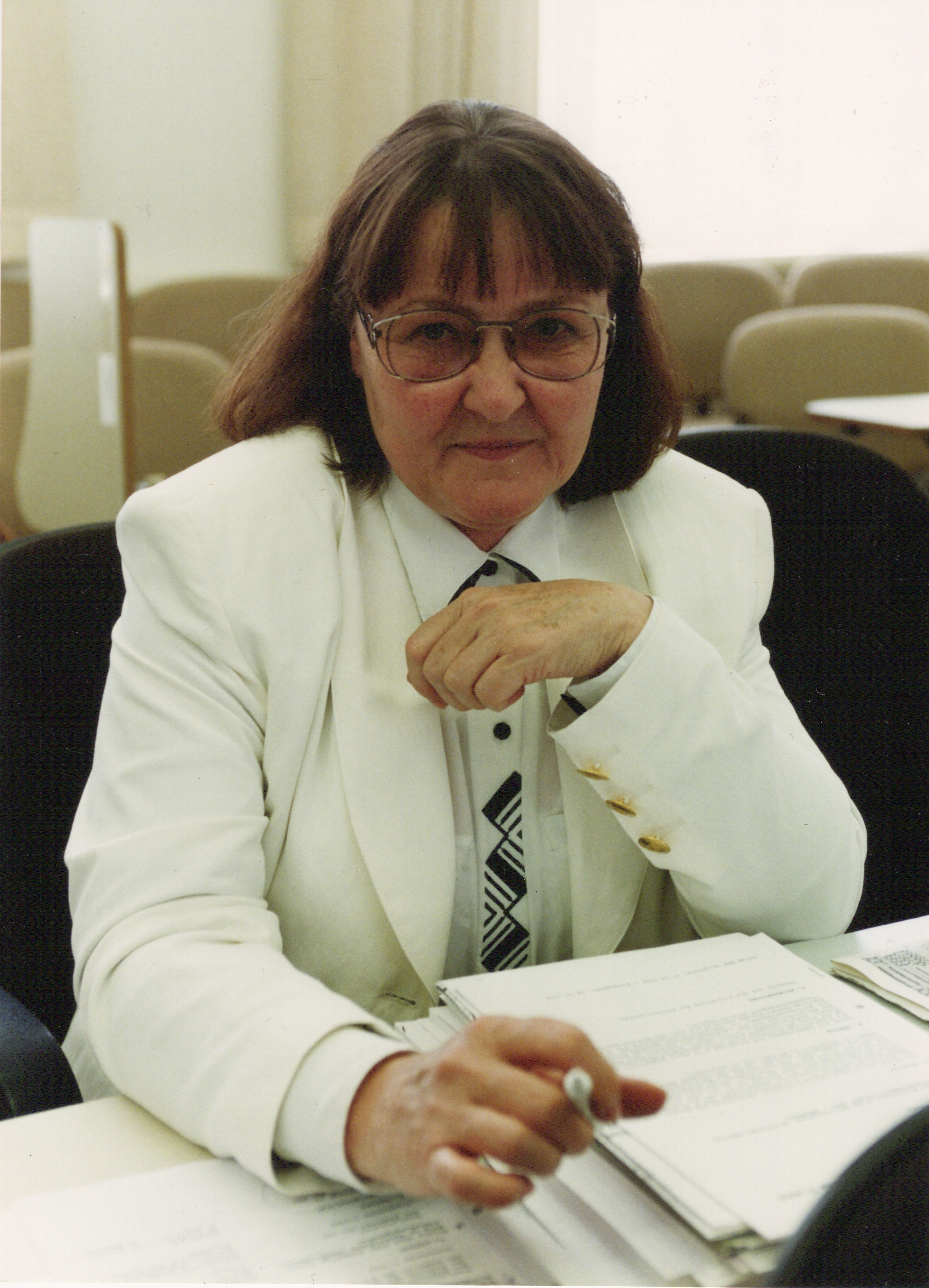
Carmen Kirmes (1996)

Carmen Kirmes (* 1941 in Paris, Frankreich) ist eine deutsche Politikerin (Neues Forum, FDP).
Von 1948 bis 1950 lebte Kirmes in Venezuela, ehe sie 1950 nach Frankreich zurückkehrte. 1958 war sie zunächst als Buchbinderin und danach als Buchhalterin tätig, ehe sie 1959 ihr Abitur machte. Nach ihrer Übersiedlung in die DDR war sie als Dolmetscherin, Lehrerin und Übersetzerin tätig. Im August 1962 folgte die Einbürgerung in die DDR wegen Eheschließung. Von 1966 bis 1970 studierte Kirmes Journalistik an der Karl-Marx-Universität Leipzig. Von 1968 bis 1970 lebte sie mit ihrem Ehemann, einem ADN-Korrespondenten, in Mali und von 1970 bis 1973 im Libanon. Sie war Mitarbeiterin als Redakteurin und Fotoreporterin und arbeitete von 1973 bis 1977 bei ADN-Zentralbild, von 1977 bis 1979 in Paris, danach bis 1982 bei ADN Berlin. Ab 1982 war Kirmes freiberufliche Übersetzerin.
1957 wurde Kirmes Mitglied der Französischen Kommunistischen Partei (PCF). Nachdem sich die PCF-Gruppe in Berlin 1964 aufgelöst hatte, wurde sie von der SED übernommen. Sie hatte dort keine Ämter und Mandate inne. Im Oktober 1989 wechselte sie zum Neuen Forum, wo sie ab 1990 Mitglied des Landessprecherrates Brandenburg war. Im Februar 1991 begann sie mit der Erarbeitung des Projektes «Cocktail». Von Mai bis Dezember 1991 war sie wissenschaftliche Mitarbeiterin der Landtagsfraktion Bündnis 90. Im Juli 1992 wurde sie Geschäftsführerin der Landesgeschäftsstelle des Neuen Forum. Am 1. Oktober 1992 trat Kirmes in den Landtag Brandenburg ein. Sie rückte für Matthias Platzeck nach. Im Juni 1993 trat sie jedoch aus dem Neuen Forum und der Bündnis-90-Fraktion aus und wechselte 1994 in die FDP. Kirmes saß noch bis 1994 im Landtag.